# Râul Groșeni
Râul Groșeni sau Râul Groși este un curs de apă, afluent al râului Teuz. 

## Hărți
- Harta județului Arad
- Harta munții Apuseni